# Список умерших в 1023 году
В этой статье представлен список известных людей, умерших в 1023 году.
См. также: Категория:Умершие в 1023 году

## Февраль
- 5 февраля — Ситт аль-Мюльк[англ.] — сестра Аль-Хакима би-Амриллаха, регент Фатимидского халифата (1021—1023)

## Март
- 27 марта — Гебхард I Швабский[англ.] — епископ Регенсбурга с 994 года

## Апрель
- Алфмер[англ.] — епископ Шерборна (1017—1023)

## Май
- 28 мая — Вулфстан[англ.] — архиепископ Йоркский с 1002 года.

## Август
- 8 августа — Эккард — епископ Праги (1017—1023)

## Сентябрь
- 26 сентября — Готфрид I (II) Бездетный — граф Вердена (ок.988—1012), герцог Нижней Лотарингии с 1012 года.

## Октябрь

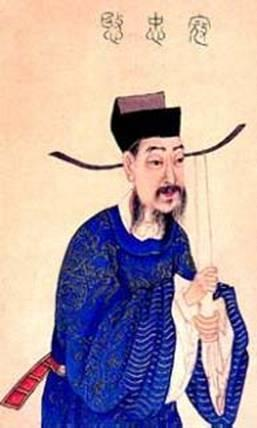
Коу Жун

- 22 октября — Геро[нем.] — епископ Магдебурга (1012—1023)
- 24 октября — Коу Жун[англ.] — китайский государственный деятель чэнсян (канцлер) в Империи Сун (1004—1006)

## Декабрь
- 5 декабря — Хартвиг[нем.] — архиепископ Зальцбурга (991—1023)

## Дата неизвестна или требует уточнения
- Аль-Касим аль-Мамун — халиф Кордовы (1018—1021, 1022—1023), убит.
- Бодон Неверский — граф Вандома), основатель династии, правившей Вандомом до 1373 года.
- Детмар[нем.] — епископ Оснабрюка (1003—1023)
- Лливелин ап Сейсилл — король Поуиса, Гвинеда и Дехейбарта с 1018 года.
- Мунзир I аль-Мансур — первый независимый эмир Сарагосы (1018—1023).
- Ода Дитриховна — княгиня Польши — вторая жена князя Мешко I (ок. 980—992)
- Абу Хайян ат-Таухиди — арабский мыслитель
- Торгейр Хаварссон — исландский деятель «века саг», дружинник короля Норвегии Олава Святого, один из двух главных героев «Саги о Названых Братьях».